# 渡辺友里江
渡辺 友里江（わたなべ ゆりえ、2月7日 - ）は、日本の女性声優、ナレーター。広島県出身。青二プロダクション所属。本名は渡辺 みどり（わたなべ みどり）。

## 略歴
- 比叡山女子短期大学卒業[2]。
- 広島テレビ放送退社後はフリーアナウンサーとして活動[2][3]。
- 声優転向に伴い、青二プロダクションに所属[2]。

## 人物
方言は広島弁。
特技はゴルフ。

## 出演

### テレビ番組
- THE WEEK（フジテレビ、ナレーション）
- 新伍のギャップがすてき（フジテレビ、ナレーション）

### ラジオ
- 朝のロータリー（NHK、ナレーション）
- コンロムビアヒットパレード（中国放送、DJ）
- キングアワー（DJ）
- サンデーティータイムJ（DJ）

### CM
- 日比谷シャンテ

### VP
- 三和銀行社員レッスン（ナレーション）